# سلية (النادرة)

تعديل مصدري - تعديل

سلية محلة تابعة لقرية كهال، التابعة لعزلة شخب بمديرية النادرة إحدى مديريات محافظة إب في الجمهورية اليمنية، بلغ تعداد سكانها 202 حسب تعداد اليمن لعام 2004.